# Руденко Надія Іванівна
Надія Іванівна Руденко (1910, місто Луганськ, тепер Луганської області — 1955?) — українська радянська діячка, лікар, завідувач Ворошиловградського обласного онкологічного диспансеру. Депутат Верховної Ради УРСР 3-4-го скликань.

## Біографія
Народилася у родині робітника Луганського паровозобудівного заводу.
Освіта вища. У 1930-х роках закінчила Харківський медичний інститут. Працювала лікарем в селі Жана-Семей Казахської РСР, потім — лікарем гінекологічного відділку Ворошиловградської лікарні. 
З липня 1941 року — в Червоній армії. Учасник німецько-радянської війни. У 1941 — 1944 роках — лікар евакуаційного госпіталю № 1816 Сталінградського, 3-го Українського фронтів. У 1944 — 1945 роках — начальник хірургічного відділення, помічник начальника госпіталю з медичної частини евакуаційного госпіталю № 1816 3-го Українського фронту та Південної групи радянських військ.
Після демобілізації повернулася працювати лікарем Ворошиловградської обласної лікарні.
З 1950 року — завідувач онкологічного відділу Ворошиловградської обласної лікарні, завідувач Ворошиловградського обласного онкологічного диспансеру.

## Звання
- капітан медичної служби

## Нагороди
- орден Червоної Зірки (29.07.1945)
- медалі